# Mörkbrämad fältmätare
Mörkbrämad fältmätare (Colostygia turbata) är en fjärilsart som beskrevs av Jacob Hübner 1796-1799. Mörkbrämad fältmätare ingår i släktet Colostygia och familjen mätare. Enligt den finländska rödlistan är arten sårbar i Finland. Enligt den svenska rödlistan är arten nära hotad i Sverige. Arten förekommer i Övre Norrland. Artens livsmiljö är strandängar vid sötvatten. Inga underarter finns listade i Catalogue of Life.

## Bildgalleri

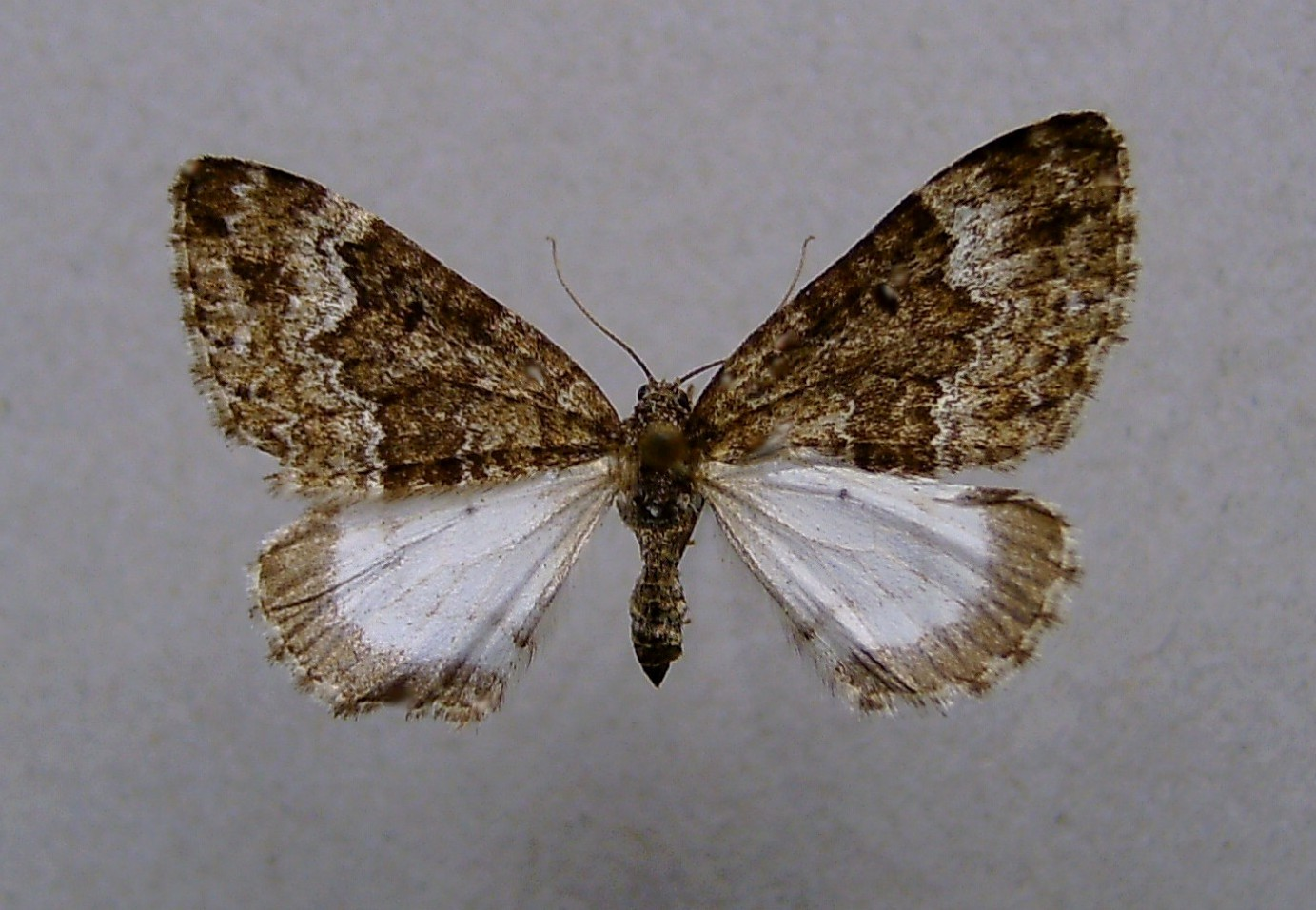
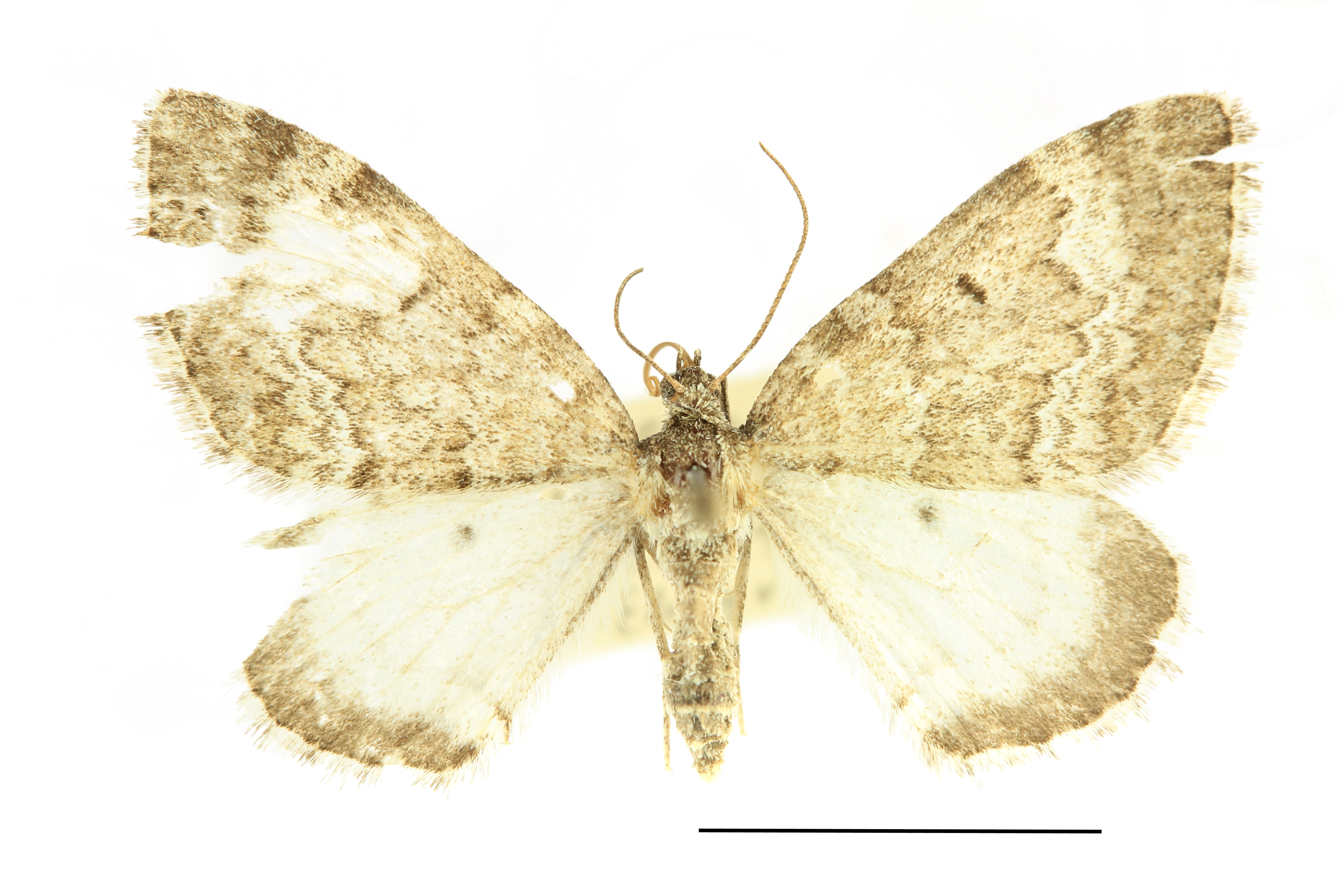